# Aartsbisdom Acapulco
Het aartsbisdom Acapulco (Latijn: Archidioecesis Acapulcana) is een rooms-katholiek aartsbisdom met als zetel Acapulco, in Mexico. De aartsbisschop van Acapulco is metropoliet van de kerkprovincie Acapulco, waartoe ook de volgende suffragane bisdommen behoren:
- Chilpancingo-Chilapa
- Ciudad Altamirano
- Tlapa

## Geschiedenis
Het aartsbisdom werd opgericht op 18 maart 1958, als het bisdom Acapulco, uit delen van het bisdom Chilapa, en was suffragaan aan het aartsbisdom México. Op 10 februari 1983 werd het verheven tot metropolitaan aartsbisdom.

## Parochies
Het aartsbisdom had in 2020 een oppervlakte van 18.000 km2 en telde 1.589.287 inwoners waarvan 80,0% rooms-katholiek was.

## Ordinarii

### Bisschoppen
- José del Pilar Quezada Valdéz (18 december 1958 - 1 juni 1976)

### Aartsbisschoppen
- Rafael Bello Ruiz (1 juni 1976 - 8 mei 2001; hulpbisschop sinds 12 februari 1974)
- Felipe Aguirre Franco (8 mei 2001 - 7 juni 2010; coadjutor sinds 30 juni 2000)
  - Juan Navarro Castellanos (hulpbisschop: 31 januari 2004 - 12 februari 2009)
- Carlos Garfias Merlos (7 juni 2010 - 5 november 2016)
- Leopoldo González González (30 juni 2017 - heden)

Acapulco (aartsbisdom) · Chilpancingo-Chilapa · Ciudad Altamirano · Tlapa